# Bacardí
|  | Per a altres significats, vegeu «Montserrat Bacardí i Tomàs». |

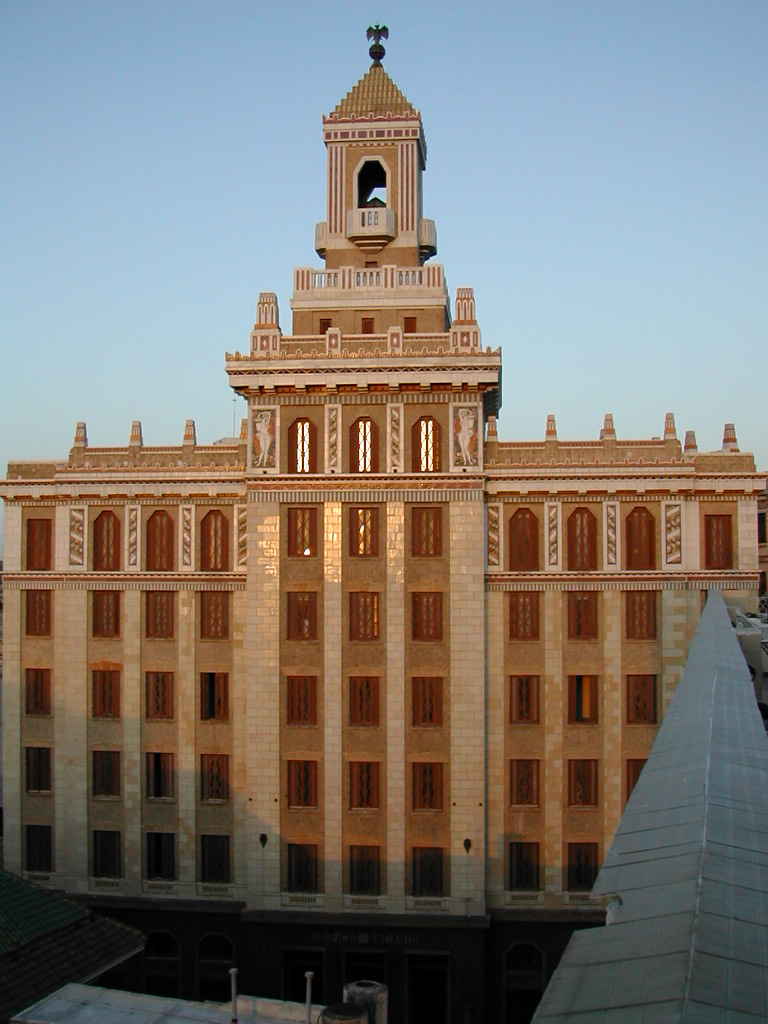
Edifici Bacardí a l'Havana (1930).

Bacardí és un cognom usat com a marca comercial de la companyia de begudes alcohòliques fundada pel català Facund Bacardí i Massó, un emigrant de Sitges. Aquesta empresa va ser fundada a Santiago de Cuba el 1862 tal com és coneguda mundialment. Actualment, la seu internacional d'aquesta empresa és a Bermudes, però també té oficines a Miami i a Puerto Rico.
Després de la Revolució cubana, la companyia va traslladar les seves operacions a Puerto Rico. Té la destil·leria de rom més gran del món. Tot i que la majoria de les operacions encara se centren a Puerto Rico, les oficines centrals (i la seu social) de la corporació s'ubiquen a les Bermudes on es va registrar com Bacardi Limited. La seva pàgina web no usa l'accent sobre la i final, i, per tant, moltes persones diuen /bacàrdi/, mentre que d'altres continuen pronunciant-lo Bacardí amb l'accent.
El 1992 va adquirir la italiana Martini & Rossi i el 2005, el rom Bacardi era el segon licor més venut al món. A més del famós rom, la corporació té les marques del vodka Grey Goose, el whisky Dewar's i la ginebra Bombay Sapphire, entre d'altres.
Continua sent una corporació familiar i privada. El 2004, els beneficis de la companyia van ser aproximadament de 3.300 milions de dòlars estatunidencs. 

## Bacardí a Puerto Rico

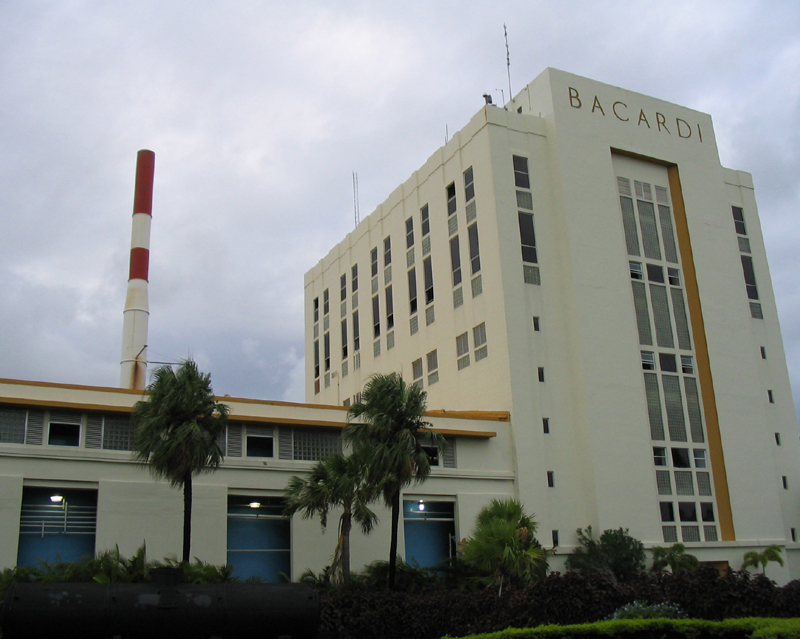
La "Catedral del rom" a la destil·leria de Puerto Rico prop de San Juan.

El 1936, Bacardí va establir una destil·leria a Puerto Rico per evitar el pagament d'aranzels sobre el rom que enviava als Estats Units. La seva destil·leria estava ubicada a l'altre costat d'El Morro (en l'altre costat de la badia de San Juan), al poble de Cataño.
A les instal·lacions de Bacardí s'hi pot arribar per ferri, i al lloc s'hi pot aprendre sobre la producció del rom, degustar diferents varietats del producte, i gaudir de bells jardins i boniques vistes. A la destil·leria s'hi produeixen uns 450.000 litres de rom per dia.
Bacardí és una de les més grans empreses de Puerto Rico. Quan es va inaugurar la Casa Bacardí, un museu dedicat a l'empresa, Ferdinand Mercado, Secretari d'Estat de Puerto Rico, va comentar que "una de les primeres coses que pregunten els turistes en arribar a Puerto Rico, és On és la fàbrica de Bacardí?"
A can Bacardí, els visitants són guiats per set sales on es pot aprendre sobre la història de la família Bacardí, l'empresa, la producció del rom, els buquets i sabors únics del famós licor.

## Símbol

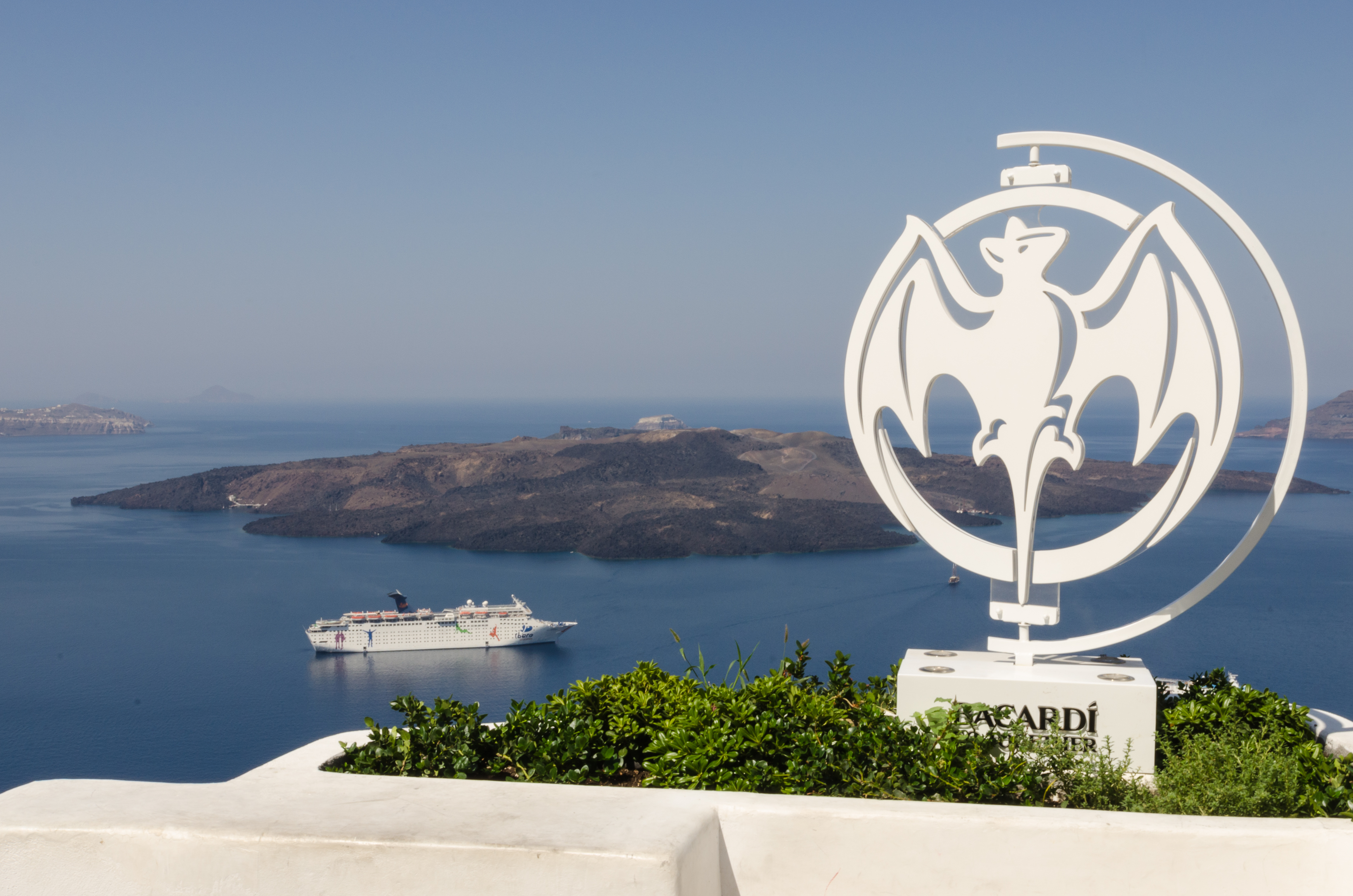
Símbol de Bacardí a l'illa grega Santorí

Segons la història familiar, una colònia de ratpenats habitava a les bigues de la destil·leria original a Santiago de Cuba. A la recerca d'una marca per al nou rom, l'esposa d'en Facund, la senyora Amàlia, va suggerir usar un ratpenat com una imatge inconfusible per al producte. Poc després, es va arribar a conèixer com "el rom del yuma".

## Productes Bacardi
- Bacardi Solera
- Bacardi Breezer
- Bacardi Superior
- Bacardi Oro
- Bacardi Black
- Bacardi Black
- Bacardi 151
- Bacardi Añejo
- Bacardi 8
- Bacardi Reserva Limitada
- Bacardi Big Apple - poma
- Bacardi Cóco
- Bacardi Razz - gerd
- Bacardi O - taronja
- Bacardi Limón
- Bacardi Grand Melon - meló
- Bacardi Vanilla
- Bacardi Peach - (Préssec)
- Bacardi Mojito
- Bacardi silver
- Bacardi Dragonberry - (strawberrry)